# Нгуен Тхай Хок
Нгуен Тхай Хок  (вьет. Nguyễn Thái Học, тьы-ном 阮太學) — вьетнамский революционер, деятель национально-освободительного движения, основатель Национальной партии Вьетнама (Вьетнамского Гоминьдана), один из главных организаторов и руководителей Йенбайского восстания, жестоко подавленного французскими войсками. Взят в плен и казнен 17 июня 1930 года. В его честь были названы многие улицы, причём властями как Северного, так и Южного Вьетнама.